# Two Step Cliffs
Les Two Step Cliffs (littéralement « falaises à deux marches ») sont une montagne sédimentaire à sommet plat dont le nom provient de sa face orientale et s’élevant à environ 680 m d'altitude, immédiatement à l’est du glacier Mars sur la côte est de l’île Alexandre-Ier, en Antarctique. Au bas des falaises se trouve la moraine Two Steps. Elle est vue pour la première fois depuis les airs par Lincoln Ellsworth le 23 novembre 1935, et cartographiée à partir de photos obtenues sur ce vol par W. L. G. Joerg. Elle est grossièrement arpentée à partir du sol en 1936 par l’expédition British Graham Land et en 1940-1941 par le United States Antarctic Service, qui a utilisé les noms « Two Step Mountains » et « Table Mountain » pour cette caractéristique. Le nom Two Step Cliffs dérive du nom utilisé par l’USAS, et a été suggéré par la Falkland Islands and Dependencies Aerial Survey Expedition à la suite de relevés effectués en 1949 comme étant particulièrement descriptif de cette caractéristique.